# Flughafen Nea Anchialos

i7
i11
i13
Der Flughafen Nea Anchialos (griechisch Κρατικός Αερολιμένας Νέας Αγχιάλου Kratikos Aerolimenas Neas Anchialou, (IATA-Code: VOL, ICAO-Code: LGBL)) liegt am Pagasäischen Golf, südwestlich von Volos auf dem Gebiet von Nea Anchialos.
Weiterhin wird der Flughafen als Militärflugplatz genutzt, mit ihrem 111. Geschwader hat die griechische Luftwaffe dort 70 ihrer 154 Kampfflugzeuge vom Typ F-16 stationiert.

## Lage und Verkehrsanbindung
Der Flughafen liegt etwa 26 Straßenkilometer vom Stadtzentrum der Stadt Volos entfernt, das durch die Straße E75 angebunden wird. Eine Buslinie verkehrt passend zu den Start- und Landezeiten  zwischen dem Flughafen und dem Busbahnhof Volos. 62 km östlich des Flughafens von Nea Anchialos liegt der Flughafen Skiathos, der im Passagierluftverkehr der Region eine weitaus wichtigere Rolle übernimmt.

## Geschichte
Die Geschichte des Flughafens begann, als am heutigen Standort während des Zweiten Weltkrieges eine Luftwaffenbasis aufgebaut wurde. Nach dem Krieg wurde diese beibehalten und ausgebaut. Im Jahr 1993 wurde der Flughafen dann das erste Mal für zivile Zwecke genutzt, nachdem man den Militärflugplatz zum Verkehrsflughafen entwickelt hatte. Der Flughafen wurde in erster Linie für Charterflüge genutzt, eine Zeit lang bestand jedoch auch eine Linienflugverbindung nach Athen. Im Jahr 2010 wurde ein neues Fluggastgebäude eröffnet, welches über eine Fläche von 9000 Quadratmetern verfügt.

## Fluggesellschaften und Ziele
Im Passagierluftverkehr fliegt im Inland nur die Regionalfluggesellschaft Sky Express nach Heraklion auf Kreta. Daneben steuern den Sommer über auch weitere europäische Fluggesellschaften den Flughafen im Charter- oder Linienverkehr an, im Jahr 2023 etwa von Düsseldorf und Stuttgart (Eurowings), München (Condor) und Wien (Austrian Airlines) aus. Im Jahr 2024 wurde der Flughafen von München (Condor), Heraklion (Sky Express), Brünn (Smartwings), Düsseldorf (Eurowings), Paris (Transavia France) sowie Wien (Austrian Airlines) aus angeflogen.

## Zwischenfälle
Am 5. Februar 1991 wurde eine Lockheed C-130H Hercules der griechischen Luftwaffe (GrAF 748) in das Othrys-Gebirge (Griechenland) geflogen, 24 Kilometer westsüdwestlich des Flughafens Volos-Nea Anchialos. Alle 63 Insassen, 5 Besatzungsmitglieder und 58 Passagiere, wurden bei diesem CFIT (Controlled flight into terrain) getötet.
Im Zusammenhang mit den griechischen Waldbränden des Jahres 2023 erreichte ein am 26. Juli ausgebrochener Brand ein wenige Kilometer nördlich des Flughafens liegendes Munitionsdepot der griechischen Luftwaffe und löste dort starke Explosionen aus. Es kam zu Evakuierungen, die Detonationen waren bis in die 20 km entfernte Stadt Volos zu hören. In der Folge setzten Diskussionen über die Sicherheit des Flughafens ein, der Kommandeur des Kampfflug-Geschwaders wurde von seinen Aufgaben entbunden.